# Batangafo
Batangafo é uma cidade localizada na prefeitura de Ouham na República Centro-Africana, na confluência do Rio Ouham e seu afluente Fafa.
A cidade está localizada a 80 quilômetros da fronteira com o Chade, 271 quilômetros da com a República Democrática do Congo e a 326 de Bangui, capital do país.